# 봄바디어 리어젯 85

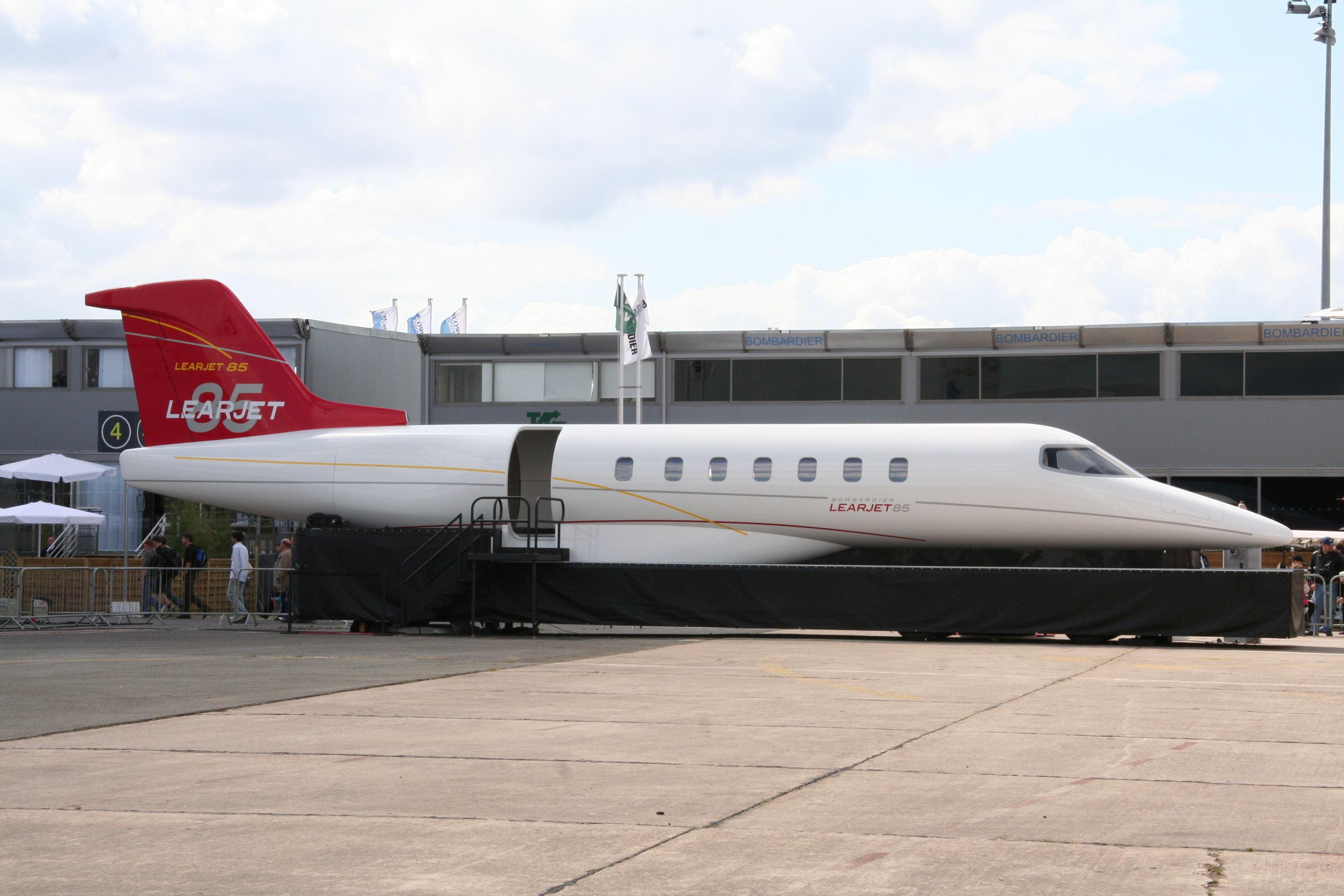
2009년

봄바디어 리어젯 85(영어: Learjet 85)는 캐나다의 봄바디어가 개발한 비즈니스 제트기로, 리어젯 60의 몸체를 약간 확장시킨 모델이다. 리어젯 시리즈 중에서 가장 큰 체급을 지니고 있으며, 좌석은 8~10석이 있다.